# Rudgea coronata
Rudgea coronata là một loài thực vật có hoa trong họ Thiến thảo. Loài này được (Vell.) Müll.Arg. miêu tả khoa học đầu tiên năm 1876.

## Hình ảnh

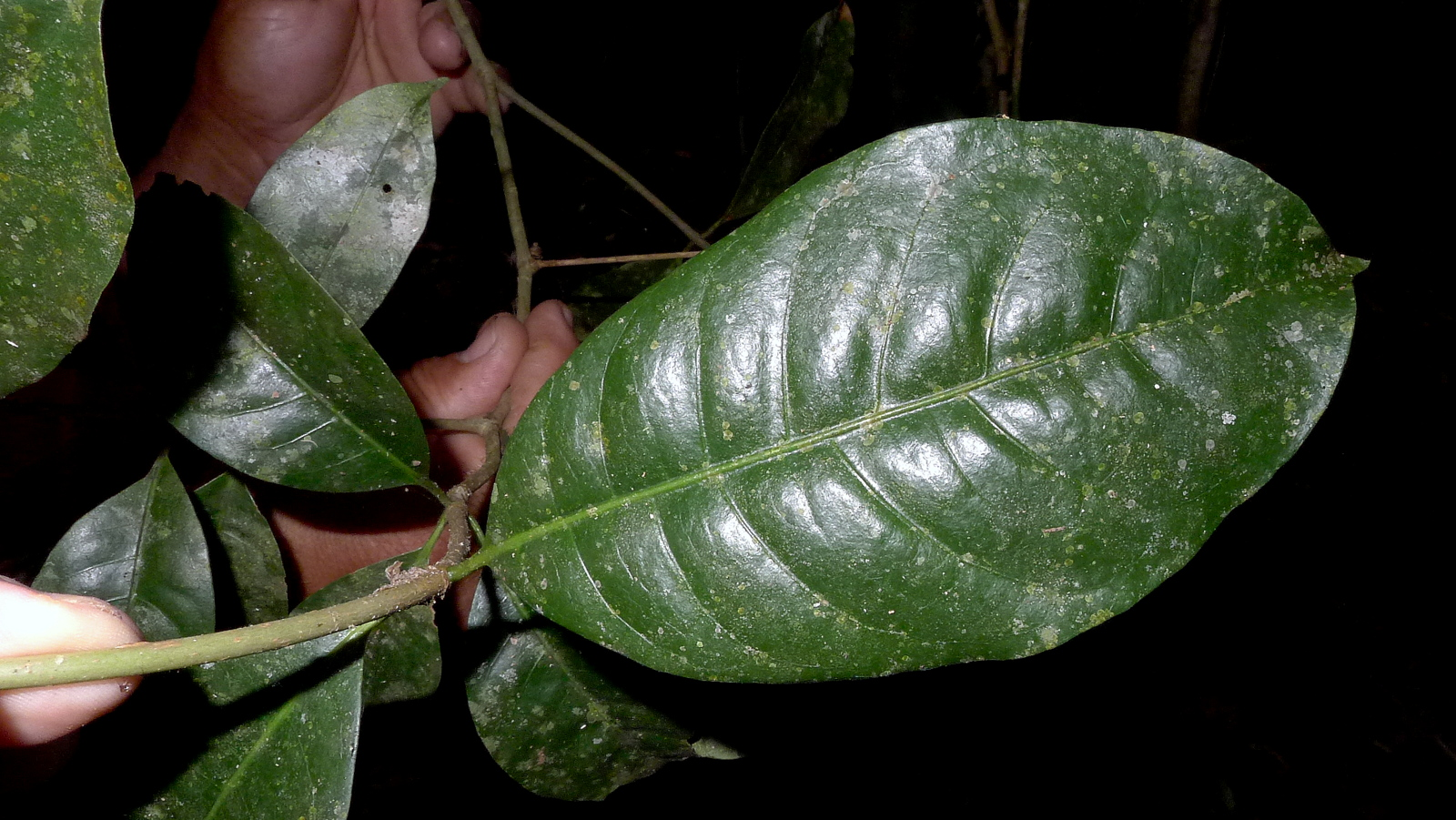
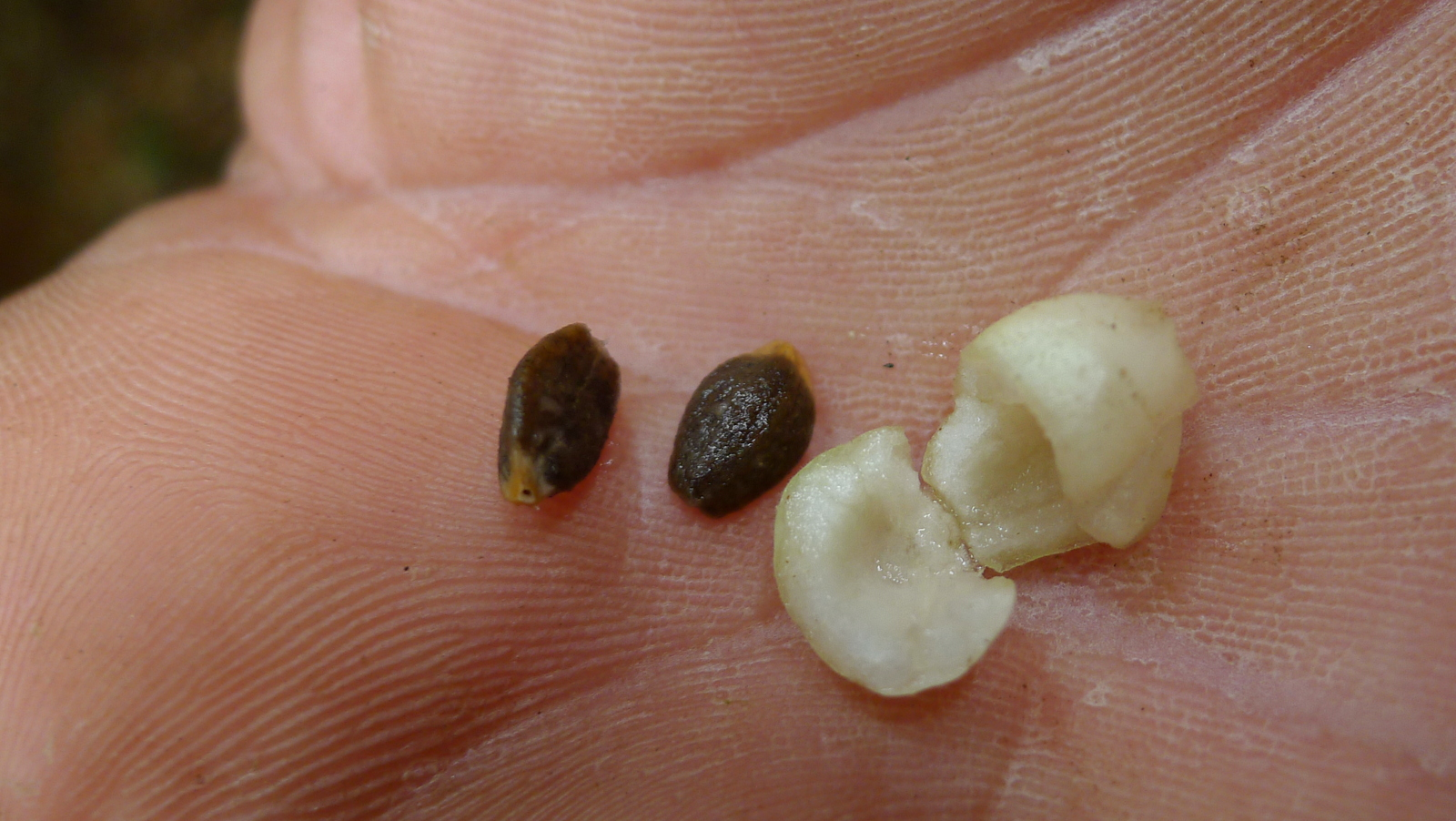
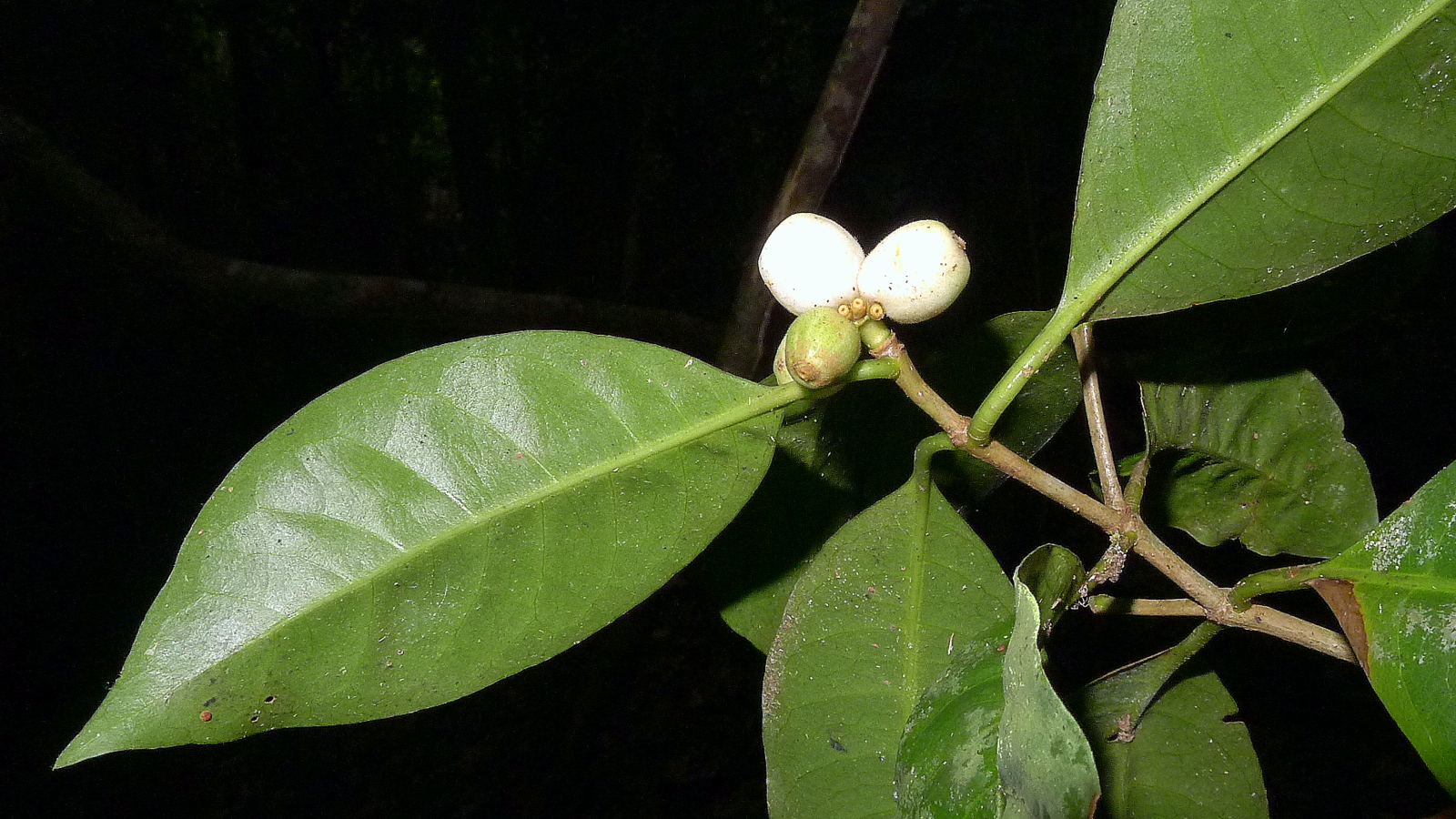
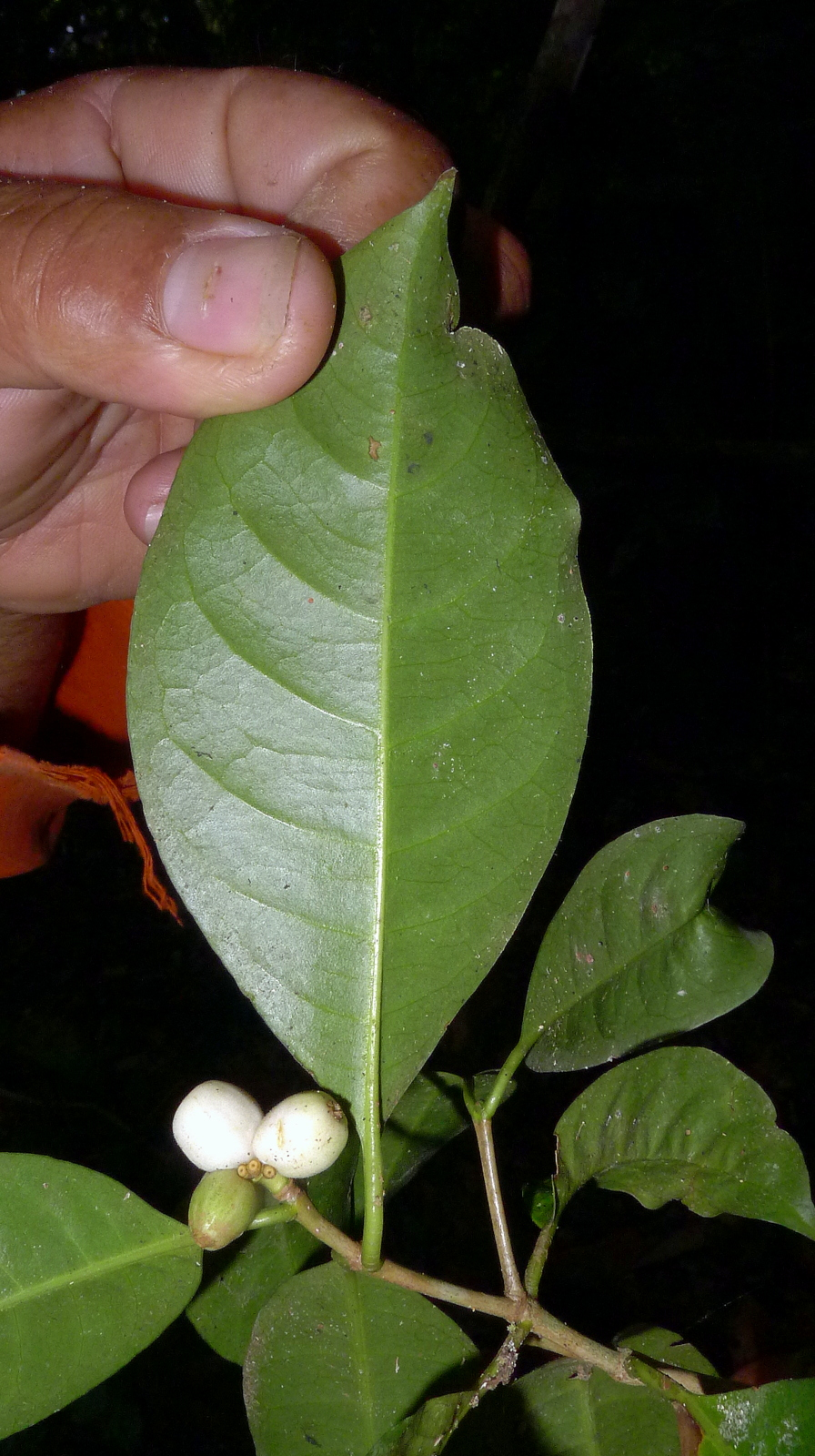